# Nikolaus Harnoncourt
Nikolaus Harnoncourt nome completo Johann Nicolaus Graf de la Fontaine und d'Harnoncourt-Unverzagt (Berlino, 6 dicembre 1929 – Sankt Georgen im Attergau, 5 marzo 2016) è stato un direttore d'orchestra, violoncellista, gambista e musicologo austriaco, molto noto per le sue esecuzioni accurate dal punto di vista della pratica esecutiva storica della musica dell'epoca classica e precedente.

## Biografia
Nasce a Berlino, ma vive la sua giovinezza a Graz, studiando a Vienna. La famiglia d'origine appartiene alla nobiltà austriaca, tedesca, boema e francese: sua madre Ladislaja von Lamberg, contessa di Merano e baronessa von Brandhoven, è figlia di Franz von Meran e nipote dell'arciduca Giovanni d'Asburgo-Lorena, figlio dell'imperatore Leopoldo II e fratello di Francesco II. Suo padre Eberhard de la Fontaine, conte d'Harnoncourt-Unverzagt, studiò ingegneria e lavorò a Berlino. Dal primo matrimonio del padre sono nati due figli, ma anche sua madre era già vedova al momento dell'unione dei due. Due anni dopo la nascita di Nikolaus, nasce suo fratello Philipp Harnoncourt. La famiglia si trasferisce a Graz, dove il padre ha un lavoro negli uffici governativi (Landesregierung) della Stiria.
Divenuto violoncellista, viene ammesso, per volere di Herbert von Karajan, nell'Orchestra Sinfonica di Vienna, dove suona anche sua moglie, Alice Hoffelner, con la quale fonda nel 1953 il Concentus Musicus Wien. Il gruppo si occupa dell'esecuzione di musica rinascimentale e barocca su strumenti dell'epoca e applica una lettura filologica alle musiche interpretate. Alla fine degli anni Settanta il suo lavoro con tale gruppo lo ha reso famoso in tutto il mondo.
Particolarmente rilevante il contributo che Nikolaus Harnoncourt dà all'interpretazione della musica di Johann Sebastian Bach. Emblematico, a questo riguardo, il fatto che nel 1967 diriga il Concentus Musicus Wien nella colonna sonora del film Cronaca di Anna Magdalena Bach, dove impersona il Principe Leopoldo di Anhalt-Köthen. 
I suoi Concerti Brandeburghesi, registrati nel 1964 a Vienna, costituiscono tuttora un'esecuzione di riferimento e, di fatto, hanno creato un nuovo paradigma interpretativo, cui si sono ispirati successivi interpreti. Di grande rilievo, parimenti, le sue esecuzioni degli oratori di Bach: la Johannes-Passion (1966), la Matthäus-Passion (1970), il Weihnachtsoratorium (1973).
Di notevole impatto, in questi oratori, l'utilizzo, oltre che di strumenti originali, anche di voci maschili nelle parti di contralto (controtenori) e di soprano (voci bianche). Nel 1971, Harnoncourt inizia un progetto congiunto con il clavicembalista e direttore d'orchestra Gustav Leonhardt, che ha conosciuto a Vienna negli anni Cinquanta, per incidere tutte le cantate di Johann Sebastian Bach. Il progetto giunge a termine nel 1990. Con l'eccezione di un paio di cantate (la numero 51 e la numero 199), questo è stato il primo e finora unico ciclo di cantate ad utilizzare coro e solisti composti di sole voci maschili.
In qualità di esperto della produzione musicale barocca, Harnoncourt coltiva il suo interesse per le musiche di Claudio Monteverdi, conosciuto ed esplorato sin dagli anni Cinquanta grazie ai contatti con Paul Hindemith, allora autorevole interprete de L'Orfeo. Nel 1971 debutta al Theater an der Wien con Il ritorno di Ulisse in patria di Claudio Monteverdi. Nel 1972 dirige la prima rappresentazione di Il ritorno di Ulisse in patria alla Piccola Scala e, nel 1978, nel Teatro alla Scala di Milano e a Edimburgo, L'Orfeo, Il ritorno di Ulisse in patria e L'incoronazione di Poppea di Monteverdi.
Dal 1975 al 1979 ripropone all'Opernhaus Zürich le stesse tre opere di Monteverdi.
A partire dagli anni Ottanta, si esibisce con molte altre orchestre utilizzando strumenti moderni, ma sempre con un occhio all'inquadramento storico in termini di tempi, dinamica, e così via. Incrementa il suo repertorio, continuando a programmare le opere barocche che lo avevano reso famoso, ma anche dedicandosi al repertorio sinfonico classico e romantico: registra così con il Concertgebouw di Amsterdam i capolavori sinfonici di Mozart, le Sinfonie londinesi di Haydn, l'integrale delle sinfonie di Schubert, le sinfonie 7-8-9 di Dvorak; con la Chamber Orchestra of Europe, l'integrale delle sinfonie di Beethoven e di Schumann, oltre che una nuova versione, nei primi anni Novanta, delle ultime sinfonie di Mozart; con i Berliner Philharmoniker, l'integrale delle sinfonie di Brahms. Notevoli anche le sue incisioni, con varie orchestre, delle sinfonie 3, 4, 5, 7, 8, 9 di Bruckner.
Prosegue con grande intensità, negli stessi anni, la sua attività in ambito operistico, con un repertorio che va da Mozart a Berio comprendendo Strauss, Haydn, Verdi, Gershwin. Anche in questo caso le interpretazioni di Harnoncourt si presentano come audaci e innovatrici, suscitando talvolta polemiche, in ogni caso inducono a rivedere e ripensare criticamente una consolidata tradizione. Questo vale in particolare per il teatro di Mozart, di cui, a partire da un'intensa lettura dell'Idomeneo, viene superata la visione apollinea a vantaggio di un approccio capace di cogliere contrasti ed effetti chiaroscurali; significative anche le interpretazioni di Verdi: si pensi alla lettura intima e veramente alternativa dell'Aida. Notevoli, d'altra parte, le versioni del Mondo della Luna e dell'Orlando Paladino di Haydn, che hanno il merito di rilanciare l'attenzione per una produzione operistica ingiustamente sottovalutata.
Nel 2001 la registrazione della Passione secondo Matteo di Bach, diretta da Harnoncourt, viene pubblicata con ampi riconoscimenti della critica e gli vale un Grammy Award. La confezione include tra l'altro l'intera partitura dell'opera, nella versione autografa di Bach, su un CD-ROM. Nel 2001 e nel 2003 dirige il Concerto di Capodanno di Vienna in mondovisione.
Un tratto peculiare che caratterizza l'attività artistica di Harnoncourt, negli ultimi anni, consiste nella scelta di affrontare il repertorio classico e romantico con gli strumenti d'epoca del Concentus Musicus, che, concepito inizialmente come ensemble specializzato nella musica rinascimentale e barocca, assume i tratti di una vera e propria orchestra. Di qui una nuova interpretazione, con strumenti originali, delle sinfonie e dei capolavori operistici di Mozart, nonché delle sinfonie 4 e 5 di Beethoven.
La sua carriera concertistica si chiude nel 2015 con memorabili interpretazioni di Beethoven: a maggio sono eseguite le sinfonie 4 e 5 nella sala dorata del Musikverein di Vienna, a luglio viene diretta la Missa Solemnis a Graz e a Salisburgo. Per motivi di salute non dirige i concerti con il Concentus Musicus previsti al Musikverein di Vienna e alla Scala di Milano nell'autunno del 2015. Nel concerto tenutosi al Musikverein il 5 e 6 dicembre, dedicato a pagine celebri di Johann Sebastian Bach (Suite per orchestra n. 4, Cantata natalizia BWV110, Ode Funebre BWV 198), viene sostituito da Erwin Ortner, direttore dell'Arnold Schoenberg Chor. In questa occasione, che coincide con il suo 86º onomastico e compleanno, annuncia al pubblico, mediante un manoscritto autografo distribuito nella sala, il proprio ritiro: "Caro pubblico, le mie forze fisiche mi costringono a rinunciare ai progetti futuri. Subentrano in me grandi pensieri: una relazione incredibilmente profonda si è stretta tra noi, sulla scena, e voi, nella sala - noi siamo divenuti una felice comunità di pionieri! Di questo, resterà molto. Il ciclo di questo anno è ancora nel mio spirito. Restategli fedeli!". Con lui si ritira anche Alice, moglie e costante compagna della sua lunga, ricchissima e impareggiabile attività musicale. A soli tre mesi dall'annuncio del ritiro, il 5 marzo 2016, il Maestro si muore nella sua casa di Sankt Georgen im Attergau.
Harnoncourt è stato autore di diversi saggi, relativi al suo lavoro di interprete-musicologo.

## CD
- Bach, Brandenburg Concertos - Nikolaus Harnoncourt/Concentus Musicus Wien, 1964, Teldec
- Bach, Brandenburg Concertos - Nikolaus Harnoncourt / Concentus Musicus Wien, 1981-83, Teldec
- Bach, 4 Orchestral suites - Nikolaus Harnoncourt / Concentus Musicus Wien, 1967, Teldec
- Bach, Johannes Passion - Nikolaus Harnoncourt/Concentus Musicus Wien, 1966, Teldec
- Bach, Matthäus-Passion - Nikolaus Harnoncourt/Concentus Musicus Wien, 1971, Teldec
- Bach, Matthäus-Passion - Nikolaus Harnoncourt/Concentus Musicus Wien, 2001, Teldec
- Bach, Weihnachtsoratorium - Nikolaus Harnoncourt/Concentus Musicus Wien, 1973, Teldec
- Bach, Weihnachtsoratorium  - Nikolaus Harnoncourt/Concentus Musicus Wien, 2007, Harmonia Mundi
- Bach, Gamba Sonatas — Trio Sonata in G major - Nikolaus Harnoncourt, Frans Brüggen, Leopold Stastny, Herbert Tachezi. Clavicembalo (Martin Skowroneck), 1969, Telefunken
- Beethoven, Symphonies NN. 1-9 - Nikolaus Harnoncourt/Chamber Orchestra of Europe, 1991, Teldec
- Beethoven, Symphonies 4-5 - Nikolaus Harnoncourt/Concentus Musicus Wien, 2016, Sony
- Beethoven, Missa solemnis - Nikolaus Harnoncourt/Concentus Musicus Wien, 2016, Sony
- Beethoven, Fidelio - Nikolaus Harnoncourt/Chamber Orchestra of Europe, 1995, Teldec
- Beethoven, The Creatures of Prometheus, op. 43 - Nikolaus Harnoncourt/Chamber Orchestra of Europe, 1995, Teldec
- Beethoven, Piano Concertos NN. 1-5 - Nikolaus Harnoncourt/Chamber Orchestra of Europe, P.L. Aimard pf., 2003, Teldec
- Beethoven, Tiple Concerto & Choral Fantasy & Rondo - Nikolaus Harnoncourt/Chamber Orchestra of Europe, P.L. Aimard pf., 2004, Warner Classic
- Bartók: Music for Strings, Percussions and Celeste - Nikolaus Harnoncourt/Chamber Orchestra of Europe, 2004, SONY BMG/RCA
- Brahms, Symphonies NN. 1-4. Haydn Variations. Ouvertures - Nikolaus Harnoncourt/Berliner Philharmoniker, 3 cd, 1998, Teldec
- Brahms, Violin Concerto. Double Concerto - Nikolaus Harnoncourt/Concertgebouw Amsterdam, G. Kremer vl., C. Hagen vlc., 1997, Teldec
- Brahms, Piano concerto N. 1 & Ballades op. 10 - Nikolaus Harnoncourt/Concertgebouw Amsterdam, R. Buchbinder pf., 2001, Teldec
- Brahms, Piano concerto N. 2 & Rhapsodie op. 79 - Nikolaus Harnoncourt/Concertgebouw Amsterdam, R. Buchbinder pf., 2001, Teldec
- Brahms: Ein Deutsches Requiem, Op. 45 - Nikolaus Harnoncourt, Wiener Philharmoniker, Genia Kühmeier, Thomas Hampson. 2010, Sony/RCA
- Bruckner, Symphony N. 3 - Nikolaus Harnoncourt/Concertgebouw Amsterdam, 1995, Teldec
- Bruckner, Symphony N. 4 Romantic - Nikolaus Harnoncourt/Concertgebouw Amsterdam, 1998, Teldec
- Bruckner, Symphony N. 7 - Nikolaus Harnoncourt/Wiener Philharmoniker, 1999, Teldec
- Bruckner, Symphony N. 8 - Nikolaus Harnoncourt/Berliner Philharmoniker, 2001, Teldec
- Bruckner, Symphony N. 9 - Nikolaus Harnoncourt/Wiener Philharmoniker, 2003, RCA
- Bruckner, Symphony N. 5 - Nikolaus Harnoncourt/Wiener Philharmoniker, 2004, BMG Ariola/RCA
- Dvorak, Symphony N. 7 - The Wild Dove - Nikolaus Harnoncourt/Concertgebouw Amsterdam, 1998, Teldec
- Dvorak, Symphony N. 8 - Nikolaus Harnoncourt/Concertgebouw Amsterdam, 1999, Teldec
- Dvorak, Symphony N. 9 - Nikolaus Harnoncourt/Concertgebouw Amsterdam, 2000, Teldec
- Dvorak, Slavonic Dances - Nikolaus Harnoncourt/Chamber Orchestra of Europe, 2002, Teldec
- Dvorak, Piano Concerto & The Golden Spinning Wheel - Nikolaus Harnoncourt/Concertgebouw Amsterdam, P.L. Aimard pf., 2003, Warner Classics
- Gershwin, Porgy & Bess - Nikolaus Harnoncourt/Chamber Orchestra of Europe, 2009, Sony
- Handel, Messiah - Nikolaus Harnoncourt/Concentus Musicus Wien, 2005, Harmonia Mundi
- Haydn, Symphonies Nos 45 & 60 - Nikolaus Harnoncourt, 1990, Teldec
- Haydn, Missa in tempore belli. Salve Regina - Nikolaus Harnoncourt/Concentus Musicus Wien, 1997, Teldec
- Haydn, Paris Symphonies (NN. 82-87) - Nikolaus Harnoncourt/Concentus Musicus Wien, 2005, Deutsche Harmonia Mundi
- Haydn, London Symphonies (NN. 93-104) - Nikolaus Harnoncourt/Concertgebouw Amsterdam, 1993, Teldec
- Haydn: Die Schöpfung (The Creation) - Nikolaus Harnoncourt/Concentus Musicus Wien, 2003 Deutsche Harmonia Mundi
- Haydn: Die Jahreszeiten (The Seasons) - Nikolaus Harnoncourt/Concentus Musicus Wien, 2008 Deutsche Harmonia Mundi
- Haydn: Die sieben letzten Worte unseres Erlösers am Kreuze (The Seven Last Words of our Saviour on the Cross) - Nikolaus Harnoncourt/Concentus Musicus Wien, 1992 Teldec
- Haydn: Il ritorno di Tobia - Nikolaus Harnoncourt/Orchestra La Scintilla, 2018 Orfeo
- Haydn, Orlando Paladino - Concentus Musicus Wien/Nikolaus Harnoncourt, 2006, SONY BMG
- Haydn, Armida - Concentus Musicus Wien/Nikolaus Harnoncourt, 2000, Teldec
- Mendelssohn, Symphonies 3 & 4 - Nikolaus Harnoncourt/Chamber Orchestra of Europe, 1992, Teldec
- Monteverdi, L'Orfeo - Concentus Musicus Wien/Nikolaus Harnoncourt/Rotraud Hansmann/Cathy Berberian/Lajos Kozma/Kurt Equiluz/Max van Egmond/Nikolaus Harnoncourt/Concentus musicus Wien, 1968 Teldec
- Monteverdi, The legendary 1° Monteverdi's cycle 1968-74. L'Orfeo, Il ritorno di Ulisse in patria, L'incoronazione di Poppea, Cathy Barberian sings Monteverdi - Concentus Musicus Wien/Nikolaus Harnoncourt, 9 cd, 2014, Warner Classics
- Mozart, Conc. per vl. n. 1-5/Sinf. conc. - Kremer/Harnoncourt/WPO, Deutsche Grammophon
- Mozart, Lucio Silla, Nikolaus Harnoncourt/Concentus Musicus Wien, 1990, Teldec
- Mozart, La finta giardiniera, Nikolaus Harnoncourt/Concentus Musicus Wien, 1992, Teldec
- Mozart, Il re pastore, Nikolaus Harnoncourt/Concentus Musicus Wien, 1996, Teldec
- Mozart, Thamos, Nikolaus Harnoncourt/Concertgebouw Amsterdam, 1981, Teldec
- Mozart, Clarinet Concerto/Oboe Concerto/Flute and Harp Concerto - Nikolaus Harnoncourt/Concentus Musicus Wien, 2000, Teldec
- Mozart: Requiem, K. 626 - Nikolaus Harnoncourt/Arnold Schoenberg Chor/Concentus Musicus Wien, 2004, Sony
- Mozart, Le Nozze di Figaro - Anna Netrebko/Wiener Philharmoniker/Nikolaus Harnoncourt, 2007, Deutsche Grammophon
- Mozart: Zaide (Das Serail), KV 344 - Concentus Musicus Wien/Diana Damrau/Michael Schade/Nikolaus Harnoncourt/Tobias Moretti, 2006, SONY BMG
- Mozart: Sinfonia Concertante K. 364, Violin Concerto No. 1 - Nikolaus Harnoncourt/Wiener Philharmoniker, 1984, Deutsche Grammophon
- Mozart, Early Symphonies Vol. 1 - Nikolaus Harnoncourt/Concentus Musicus Wien, 2004, SONY BMG
- Mozart, Early Symphonies Vol. 2 - Nikolaus Harnoncourt/Concentus Musicus Wien, 2006, SONY BMG
- Mozart, Piano Concertos Nos. 23 & 25 - Nikolaus Harnoncourt/Rudolf Buchbinder/Concentus Musicus Wien, 2012, Sony (Fortepiano Walter, Paul McNulty)
- Mozart, Marsch k335/Posthorn Seranade k320/Symphonie nº 35 k385 "Haffner" - Nikolaus Harnoncourt/Concentus Musicus Wien, 2013, Sony
- Mozart, The Last Symphonies (NN. 39-40-41 Jupiter). Instrumental's Oratorium - Nikolaus Harnoncourt/Concentus Musicus Wien, 2014, Sony
- Schubert, Symphonies NN. 1-9 - Nikolaus Harnoncourt/Concertgebouw Amsterdam, 1993, Teldec
- Schubert, Symphonies NN. 1-9. Mass nº 5 (D678) & 6 (D950). Alfonso und Estrella (D732) (8 cd & 1 blu-ray) - Nikolaus Harnoncourt/Berliner Philharmoniker, 2015, Berliner Philharmoniker
- Schubert: Symphony No. 4 / Schumann: Symphony No. 4. / Felix Mendelssohn-Bartholdy: Overture "Die schöne Melusine" - Nikolaus Harnoncourt/Berliner Philharmoniker, 1996, Teldec
- Schumann, Piano Concerto. Violin Concerto - Nikolaus Harnoncourt/Chamber Orchestra of Europe, M. Argerich piano, G. Kremer vl., 1994, Teldec
- Schumann, Symphonies NN. 1-4 - Nikolaus Harnoncourt/Chamber Orchestra of Europe, 1996, Teldec
- Schumann, Das Paradies Und Die Peri - Nikolaus Harnoncourt/Bernarda Fink/Chor des Bayerischen Rundfunks/Christian Gerhaher/Christoph Strehl/Dorothea Röschmann/Malin Hartelius/Rebecca Martin/Symphonieorchester des Bayerischen Rundfunks/Werner Güra, 2008, SONY BMG/RCA
- Schumann, Szenen auf Goethes Faust - Nikolaus Harnoncourt/Concertgebouw Amsterdam, 2009, RCA
- Smetana, Ma Vlast - Nikolaus Harnoncourt/Wiener Philharmoniker, 2002, Warner Classics
- Telemann, Doppelkonzerte - Nikolaus Harnoncourt/Concertus Musicus Wien, 1987, Teldec
- Verdi, Aida - Nikolaus Harnoncourt/Wiener Philharmoniker, 2001, TELDEC
- Verdi, Messa da Requiem, Nikolaus Harnoncourt/Wiener Philharmoniker, 2005, RCA
- Neujahrskonzert 2001, Wiener Philharmoniker - Johann Strauß, Joseph Lanner e Josef Strauss - Teldec (Warner) - prima posizione nella classifica in Austria
- Neujahrskonzert 2003, Wiener Philharmoniker - Deutsche Grammophon - prima posizione nella classifica in Austria
- Walzer Revolution (Mozart, J. Strauss, Lanner) - Nikolaus Harnoncourt/Concentus Musicus Wien, 2012, Sony
- Weber, Der Freischutz - Nikolaus Harnoncourt/Berliner Philharmoniker, 1996, Teldec
- Musica alla corte di Massimiliano I, Isaac/Brumel/Desprès/De La Rue/Senfl - Harnoncourt/Concentus Musicus, 1963 Archiv Produktion

## DVD & BLU-RAY
- Bach, Conc. brand. n. 1-6/Cant. BWV 211/Conc. per oboe/Suite n.3 - Harnoncourt/Schreier/Holl/Concentus Musicus Wien, 1982/1984 Deutsche Grammophon
- Bach, Oratorio di Natale - Harnoncourt/Schreier/Holl, 1981 Deutsche Grammophon
- Bach, Passione Giovanni - Harnoncourt/Equiluz/Moser, 1985 Deutsche Grammophon
- Bach, Cantatas, BWV 61, 147/Magnificat - Bernarda Fink, 2000 Arthaus/Naxos
- Beethoven, Fidelio - Jonas Kaufmann/László Polgár (basso), Opernhaus Zürich 2004 TDK/Naxos
- Beethoven, Missa Solemnis - Royal Concertgebouw Orchestra, 2012 C Major/Naxos
- Beethoven, Sinfonia n. 5 e Messa in Do maggiore - 2010 ORF/styriarte
- Haydn, Il mondo della luna - Vivica Genaux, Theater an der Wien 2009 C Major/Naxos
- Monteverdi, Il ritorno d'Ulisse in patria - Jonas Kaufmann, Opernhaus Zürich 2002 Arthaus/Naxos
- Monteverdi, Il ritorno d'Ulisse in patria - Francisco Araiza, regia Jean-Pierre Ponnelle, 1980 Deutsche Grammophon
- Monteverdi, Incoronazione di Poppea - Harnoncourt/Yakar/Tappy, regia Jean-Pierre Ponnelle 1978 Deutsche Grammophon
- Monteverdi, Orfeo - Harnoncourt/Huttenlocher/Linos, regia Jean-Pierre Ponnelle 1978 Deutsche Grammophon
- Mozart, Conc. per vl. n. 1-5/Sinf. conc. K.364 - Kremer/Harnoncourt/Kaskashian, 1983/1987 Deutsche Grammophon
- Mozart, Così fan tutte - Harnoncourt/Gruberova/Stratas, regia Jean-Pierre Ponnelle 1988 Decca
- Mozart, Così fan tutte - Cecilia Bartoli/Agnes Baltsa, 2000 Arthaus/Naxos
- Mozart, Flauto magico - Harnoncourt/Salminen/Strehl, regia Martin Kusej 2007 Deutsche Grammophon
- Mozart, La finta giardiniera - Eva Mei, Opernhaus Zürich 2006 Arthaus/Naxos
- Mozart, Le Nozze di Figaro - Eva Mei, Opernhaus Zürich 1996 TDK/ZDF
- Mozart, Die Zauberflöte - 2012 Sony/ORF
- Mozart, Don Giovanni - László Polgár/Cecilia Bartoli/Matti Salminen, 2001 Arthaus
- Mozart, La clemenza di Tito - Michael Schade/Dorothea Röschmann/Vesselina Kasarova/Barbara Bonney/Elīna Garanča/Wiener Philharmoniker, Salisburgo 2003 Arthaus/TDK/Naxos
- Mozart, Mitridate re di Ponto - Harnoncourt/Winbergh/Ponnelle, 1986 Decca
- Offenbach, La Belle Hélène - Nikolaus Harnoncourt/Carlos Chausson/Deon van der Walt/Vesselina Kasarova, Opernhaus Zürich, 1997 Arthaus/Naxos
- Purcell, King Arthur - Barbara Bonney, EuroArts/Naxos
- Schubert, Alfonso und Estrella - Thomas Hampson (cantante), Theater an der Wien 1997 Naxos
- Schumann, Genoveva - Opernhaus Zürich 2008 Arthaus/Naxos
- Weber, Der Freischütz - Matti Salminen/László Polgár, Opernhaus Zürich 1999 Arthaus/Naxos
- Cecilia Bartoli Sings Haydn, 2001 Opus Arte/BBC
- Cecilia Bartoli Sings Mozart, 2002 Opus Arte/Naxos/BBC
- Neujahrskonzert 2001, Wiener Philharmoniker - Johann Strauß, Joseph Lanner e Josef Strauss - Warner
- Neujahrskonzert 2003, Wiener Philharmoniker - TDK

## Premi
- Premio musicale Léonie Sonning (1993; Danimarca)
- Leipzig Bach medal (2007; Lipsia)